# Scomberoides tala
Scomberoides tala es una especie de peces de la familia Carangidae en el orden de los Perciformes.

## Morfología
• Los machos pueden llegar alcanzar los 70 cm de longitud total.

## Distribución geográfica
Se encuentra desde el África Oriental hasta las Filipinas, la  China y Australia.